# 易頡輸入法
易頡輸入法（簡稱易頡）是一種智慧型倉頡輸入法，運作原理是將原本的倉頡輸入法加入運算邏輯和字頻學習記錄而組成。易頡的編碼要點便是「將知道的倉頡碼盡量打出來」。簡單來說，就是將一個字知道的倉頡碼盡量順序打出來，不知道或不確定的倉頡碼就不用打出來，最後交給易頡輸入法軟體的人工智能邏輯來找出最合適的候選字。
易頡的理論是希望用盡使用者對一個字倉頡碼所知的所有資訊，從而填補出完整的倉頡碼。舉一個例子，「議」的倉頡碼是「卜口廿土戈」，如果使用者並不是一個熟練的倉頡的使用者，不能完整拆碼，只能分分辨出「卜口戈」這三個倉頡碼。在這個時候便不能使用倉頡輸入法而只能使用速成輸入法。但速成只會使用到「卜戈」這兩個倉頡碼而沒有使用到「口」這個倉頡碼的資訊。由資訊理論的角度來看，即是速成輸入法只利用到使用者所知道的三分之二的資訊，而另外的三分之一的資訊則被浪費掉了。
易頡便是嘗試接收使用者所知道的全部資訊，從而成為一個介乎於速成和倉頡之間的輸入法。由於所使用的資訊比速成多，所以可以篩選出更準確的候選字。當使用者只輸入兩個碼時，便是速成，而當使用者打足全部碼數時，便是倉頡。當打不足全部倉頡碼時，便由系統的智能邏輯來尋找最合適的中文字。

## 易頡開發記錄
- 2007年下半年：構想和開發。
- 2008年1月：第一個公開版本0.6版。
- 2008年7月：0.7版本，主介面改為採用Vista的Aero半透明磨沙玻璃介面。
- 2008年9月：0.8版本。
- 2008年10月：0.9版本，引入詞組輸入和Direct 3D。

## 取碼原則
將一個字知道的倉頡碼盡量順序打出來，不知道或不確定的倉頡碼就不用打出來，最後交給易頡的人工智能邏輯來找出最合適的候選字。類似於開源輸入法平台gcin上的五四三倉頡。

## 外部連結
- 易頡輸入法網站
- 易頡輸入法討論區